# Selezione della città organizzatrice dei I Giochi olimpici giovanili estivi
I I Giochi olimpici giovanili estivi si sono tenuti a Singapore, Singapore, nel 2010.

## Votazione Finale
La votazione si è effettuata il 21 febbraio 2008.
|           | Votazione |
| Singapore | 53        |
| Mosca     | 44        |

Il 21 gennaio 2008, il CIO ha selezionato le città di Mosca e Singapore come finaliste. Il 21 febbraio 2008, Singapore è stata preferita alla capitale russa per l'organizzazione dei I giochi olimpici giovanili, a seguito di una votazione per corrispondenza che ha coinvolto tutti i componenti del CIO e che ha visto la città asiatica avere la meglio su quella russa per 53 voti a 44.

### Calendario
Di seguito riportiamo il calendario relativo al processo di selezione della città organizzatrice per i GOG estivi del 2010:
- 31 agosto 2007: I Comitati Olimpici nazionali confermano l'interesse per l'organizzazione dei Giochi;
- 26 ottobre 2007: Le città inviano il file di candidatura;
- 19 novembre 2007: selezione delle Città Candidate da parte di un gruppo di esperti;
- 3-18 dicembre 2007: visite delle città nella short list da parte della Commissione di Valutazione del CIO;
- Fine gennaio 2008: La Commissione di Valutazione invia il report alla Comitato Esecutivo del CIO;
- Metà febbraio 2008: Voto dei membri del CIO tramite posta;
- 21 febbraio 2008: Annuncio della Città Organizzatrice dei I Giochi Olimpici Giovanili.

### Città candidate
Il 19 novembre 2007 il CIO ha reso pubblica la short-list delle città candidate all'organizzazione dei GOG estivi 2010. Sono risultate idonee alla candidatura:
- Atene  Grecia
- Bangkok  Thailandia
- Mosca  Russia
- Singapore  Singapore
- Torino  Italia

#### Commissione di valutazione e Documento di selezione

Logo di candidatura di Mosca 2010

La selezione delle città candidate è avvenuta sulla base di un punteggio pesato riguardante più aspetti della proposta olimpica, assegnato alle singole città da parte di una commissione di valutazione formata da rappresentanti del CIO, delle Federazioni Sportive Internazionali, dei Comitati Olimpici Nazionali e della Commissione Atleti del CIO. I membri di detta commissione sono:
- Jacqueline Barrett, capo del settore Relazioni con le città candidate del CIO;
- Philippe Bovy, Consigliere sui trasporti del CIO;
- Guido de Bondt, segretario generale del Comitato Olimpico Belga;
- Sergey Bubka, membro CIO e medaglia olimpica;
- Christophe Dubi, direttore sportivo del CIO;
- Frank Fredericks, membro CIO e medaglia olimpica;
- Gilbert Felli, direttore esecutivo dei Giochi Olimpici presso il CIO;
- Essar Gabriel, capo dei Giochi Olimpici Giovanili presso il CIO;
- Pere Miro, direttore del settore Relazioni con i comitati olimpici nazionali presso il CIO;
- Andrew Ryan, direttore dell'Associazione delle federazioni internazionali olimpiche estive;
- Thierry Sprunger, direttore del settore Finanze e Amministrazione presso il CIO;
- Etienne Thobois, atleta olimpico e ex direttore del settore Finanze e Servizi Pubblici dei Campionati del Mondo IAAF.

La seguente tabella riassume il giudizio della commissione (passare il mouse sulle immagini per visualizzare il punteggio preciso):
|                                          | Atene      | Bangkok    | Debrecen   | Città del Guatemala | Kuala Lumpur | Mosca      | Poznań     | Singapore  | Torino     |
| ---------------------------------------- | ---------- | ---------- | ---------- | ------------------- | ------------ | ---------- | ---------- | ---------- | ---------- |
| Supporto istituzionale (Peso: 3)         | 6.0 · 7.0  | 5.0 · 7.0  | 5.0 · 6.0  | 2.0 · 4.0           | 4.0 · 6.0    | 8.0 · 9.0  | 3.0 · 5.0  | 9.0 · 9.0  | 6.0 · 7.0  |
| Infrastrutture generiche (Peso: 3)       | 8.1 · 9.4  | 3.9 · 5.9  | 4.1 · 6.1  | 2.9 · 5.3           | 4.1 · 6.9    | 7.9 · 9.0  | 4.0 · 5.4  | 8.3 · 9.1  | 6.8 · 8.8  |
| Sport e impianti (Peso: 5)               | 6.8 · 7.9  | 5.9 · 7.5  | 3.5 · 4.6  | 3.3 · 4.3           | 6.7 · 8.3    | 7.2 · 8.9  | 4.9 · 5.9  | 6.5 · 7.9  | 6.2 · 7.6  |
| Cultura ed educazione (Peso: 4)          | 3.6 · 5.6  | 5.6 · 7.2  | 3.1 · 5.2  | 5.0 · 6.6           | 1.0 · 2.6    | 6.9 · 8.5  | 4.7 · 6.3  | 7.2 · 8.8  | 5.8 · 7.6  |
| Villaggio Olimpico dei giovani (Peso: 5) | 6.0 · 8.5  | 6.6 · 7.8  | 6.0 · 7.0  | 2.0 · 2.9           | 6.5 · 7.8    | 7.7 · 8.9  | 4.2 · 4.9  | 5.9 · 6.7  | 3.0 · 3.8  |
| Trasporti (Peso: 2)                      | 6.3 · 8.3  | 3.3 · 5.3  | 7.1 · 8.7  | 3.0 · 5.0           | 5.1 · 6.7    | 6.5 · 8.4  | 6.4 · 8.1  | 7.0 · 8.5  | 6.0 · 7.6  |
| Ricettività (Peso: 2)                    | 8.0 · 10.0 | 7.0 · 10.0 | 3.0 · 50.0 | 2.0 · 40.0          | 7.0 · 10.0   | 8.0 · 10.0 | 6.0 · 70.0 | 7.0 · 10.0 | 8.0 · 10.0 |
| Finanza e marketing (Peso: 4)            | 4.8 · 6.6  | 4.2 · 5.3  | 3.8 · 5.2  | 3.0 · 5.6           | 5.8 · 6.8    | 5.4 · 7.2  | 3.4 · 4.8  | 6.2 · 7.6  | 5.0 · 6.8  |
| Progetto complessivo (Peso: 3)           | 6.0 · 8.0  | 4.0 · 7.0  | 2.0 · 5.0  | 1.0 · 4.0           | 3.0 · 7.0    | 7.0 · 9.0  | 2.0 · 5.0  | 7.0 · 9.5  | 5.0 · 8.0  |
| Valutazione globale                      | 6.2 · 7.2  | 5.5 · 6.7  | 4.1 · 5.3  | 2.8 · 3.9           | 4.5 · 5.9    | 7.5 · 8.5  | 4.1 · 5.2  | 7.4 · 7.9  | 5.7 · 6.3  |

### Applicant cities
Le città che avevano inviato al CIO la lettera di intenzione per la partecipazione al processo di candidatura erano undici, ma solo nove hanno consegnato entro il termine utile il file di candidatura:
- Atene  Grecia[5]
- Bangkok,  Thailandia
- Debrecen,  Ungheria
- Città del Guatemala,  Guatemala
- Kuala Lumpur,  Malaysia
- Mosca,  Russia

In data 20 agosto 2007 il Comitato Olimpico Russo ha votato all'unanimità per la candidatura di Mosca 2010
- Poznań,  Polonia
- Singapore,  Singapore[5][7]
- Torino,  Italia

Il 21 agosto 2007 il CONI ha dato l'assenso per la candidatura di Torino 2010.

### Altre città
Altre città che avevano espresso l'interesse nei I Giochi Olimpici Giovanili, ma che non hanno poi presentato ufficialmente domanda di candidatura presso il CIO sono:
- Guadalajara [7]
- Amburgo [7]

La città di Belgrado,  Serbia aveva inizialmente comunicato ufficialmente al CIO di voler correre per l'assegnazione dei GOG 2010 ma ha poi rinunciato puntando sull'edizione del 2014. Anche Algeri,  Algeria si è ritirata dalla corsa al 2010.